# Anna Karamazoff
Anna Karamazoff (russisch Анна Карамазофф) ist ein sowjetischer Spielfilm von Rustam Chamdamow aus dem Jahr 1991. Das war der erste fertiggestellte Spielfilm unter seiner Regie. Der Film wurde am 17. Mai 1991 im Rahmen des Wettbewerbsprogramms der 44. Filmfestspiele von Cannes uraufgeführt. Aufgrund des Konflikts zwischen dem Regisseur und dem Produzenten wurde der Film jedoch nie in Kinos gezeigt. Es gibt nur eine nicht lizenzierte VHS-Kopie eines Films von sehr schlechter Qualität.

## Handlung
Leningrad 1949. Die Geschichte einer Frau (Jeanne Moreau), die aus dem Arbeitslager, Stalins Gulag, zurückkehrt. Sie sucht nach den Spuren ihres früheren Lebens, sie sucht nach einem Mann, der sie verraten hat, um sich an ihm zu rächen. Sie stellt fest, dass es in der Welt, in die sie zurückgekehrt ist, keinen Platz für sie gibt. Dieser malerische Film ist jedoch so voll plakativer und surrealer Bilder, dass es irreführend wäre zu sagen, dass die Geschichte in diesem Zusammenhang von entscheidender Bedeutung ist. Künstlerisch macht den Film interessant auch das erhaltene Filmmaterial eines unvollendeten Films von 1974 „Netschajannyje radosti“, die als «Film im Film» gezeigt wird.

## Besetzung
- Jeanne Moreau – Anna Karamazoff (von Swetlana Nemoljajewa und Olga Wolkowa synchronisiert)
- Jelena Solowei – Elena, der Star des Stummfilms
- Natalja Leble – Natascha, aufstrebende Schauspielerin
- Wiktor Sibiljow – junger Mann
- Gregory Hlady – Grigori Gladij
- Juri Solomin – von Anna vergifteter Generaloberst
- Natalja Fatejewa – seine Frau
- Wladislaw Wetrow – Roschtschin-Insarow, Graphologe
- Emmanuil Witorgan – Prokudin-Gorski, Regisseur
- Maria Winogradowa – Concierge, Regieassistentin im Theater
- Swetlana Nemoljajewa – Nachbarin
- Alexander Feklistow – Alexander Wassiljewitsch, ihr Ehemann
- Gennadi Nilow – Major des KGB
- Marija Kapnist – Oma Sonja
- Pjotr Mamonow – Gesprächspartner in einer ausgebrannten Küche
- Irina Petschernikowa – Usbekin
- Michail Tichonow – Obdachloser auf dem Friedhof
- Olga Orlowa – Marie (im Film – Olja Nosowa)
- Rosalija Kotowitsch – Putzfrau

## Produktion und Hintergrund
Weil Chamdamow ohne die Zustimmung des Produzenten das Arbeitsmaterial seiner auf Anweisung der Mosfilm-Funktionäre zerstörten Filmproduktion „Netschajannyje radosti“ in „Anna Karamazoff“ eingefügt hat, wurde der Film nach der Premiere bei den Filmfestspielen von Cannes vom französischen Produzenten Serge Silberman in Frankreich zurückgehalten und kam nie ins Kino.